# 26. Zusatzartikel zur Verfassung der Vereinigten Staaten

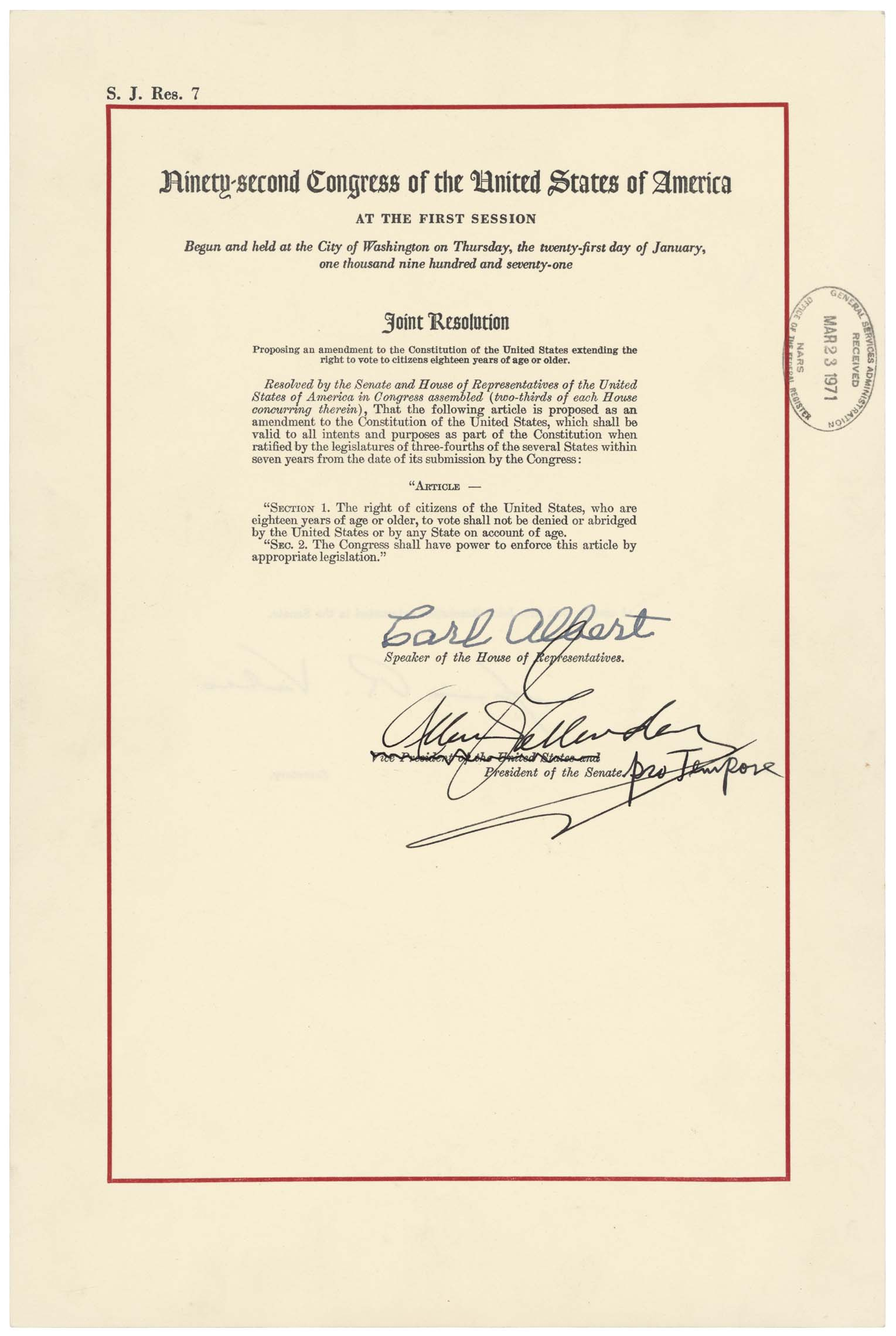
Resolution, die den 26. Zusatzartikel zur Verfassung der Vereinigten Staaten vorschlägt

Der 26. Zusatzartikel zur Verfassung der Vereinigten Staaten von Amerika, das Amendment XXVI, gewährt das Wahlrecht allen Bürgern, die 18 Jahre oder älter sind.

## Wortlaut
Section 1

“The right of citizens of the United States, who are eighteen years of age or older, to vote shall not be denied or abridged by the United States or by any State on account of age.”

„Das Wahlrecht der Bürger der Vereinigten Staaten, die 18 Jahre oder älter sind, darf von den Vereinigten Staaten oder einem Einzelstaat nicht auf Grund des Alters versagt oder beschränkt werden.“

Section 2

“The Congress shall have power to enforce this article by appropriate legislation.”

„Der Kongress ist befugt, diesen Zusatzartikel durch entsprechende Gesetze zur Durchführung zu bringen.“

## Bedeutung und Geschichte
Der Senator Harley Kilgore (D) aus West Virginia war einer der ersten, der für die Erweiterung des Wahlrechts auf 18-Jährige plädierte. Er versuchte diese Änderung bereits im Jahr 1941 durchzusetzen. Der Abgeordnete Jennings Randolph (D), ebenfalls aus West Virginia, war einer der inbrünstigsten Befürworter dieser Änderung. Im Jahr 1942 reichte er zum ersten Mal einen Zusatzartikel der sie durchführen würde im Kongress ein. Randolph argumentierte, dass Bürger, die alt genug waren, um für das Land zu kämpfen und zu sterben, auch das Wahlrecht erhalten sollten. Er wurde 1946 nicht wiedergewählt und musste den Kongress deshalb 1947 verlassen. Bei einer Nachwahl für den Senat aufgrund des Todes von Matthew M. Neely (D) kandidierte er im Jahr 1958, war wieder erfolgreich und vertrat West Virginia von November 1958 bis 1985. Von Anfang an brachte er den Zusatz zu jeder neuen Sitzungsperiode ein, insgesamt sogar elf bzw. zwölf mal.
Das Wahlrecht für Personen über 18 Jahre wurde auch von den Präsidenten Dwight D. Eisenhower (R) und Lyndon B. Johnson (D) gewünscht. In den 1960er Jahren wurde ein Gesetz verabschiedet, das mit dem vorgeschlagenen Zusatz vergleichbar war. Die Regierung von Oregon bekämpfte dieses aber vor Gericht (Oregon v. Mitchell), und der Oberste Gerichtshof stürzte die Teile des Gesetzes, welche die Staaten zur Registrierung der Bürger über 18 Jahre für Wahlen auf Ebene der Staaten zwangen. Zu diesem Zeitpunkt hatten fünf Staaten ihren Bürgern unter 21 Jahren bereits das Wahlrecht gewährt: Georgia und Kentucky betrachteten 18 Jahre als mögliches Mindestalter für Wahlen (1955), Alaska 19 Jahre (1959), Hawaii (1959) und New Hampshire 20 Jahre. Viele Bürger wünschten sich ein derartiges Vorgehen von allen Staaten.
Der Kongress und die Gesetzgebungen der einzelnen Staaten spürten einen steigenden Druck, den Verfassungszusatz einzuführen, als im Vietnamkrieg viele junge Männer für ihr Land zu kämpfen und zu sterben verpflichtet waren, jedoch kein Wahlrecht hatten. Mit diesem Wissen bat Präsident Lyndon B. Johnson im Jahr 1968 den Kongress um die Einführung des Zusatzes. Der Verfassungszusatz passierte schließlich den Kongress, als er 1971 abermals von Randolph eingebracht wurde. Innerhalb von wenigen Monaten wurde er von drei Vierteln der Staaten ratifiziert, schneller als jeder andere Verfassungszusatz. Am 1. Juli 1971 wurde der 26. Verfassungszusatz formell von Präsident Richard Nixon (R) beurkundet.
Eine beiläufig beabsichtigte Konsequenz dieses Verfassungszusatzes war, dass viele Staaten dadurch ihren Bürgern auch andere Erwachsenenrechte wie zum Beispiel Heirat und Vertragsabschluss ohne Zustimmung der Eltern schon mit dem Alter von 18 Jahren gewährten. Am Ende der 1980er Jahre hatten alle Staaten dies umgesetzt – Mississippi war der letzte. Lediglich ein Recht folgte einem entgegengesetzten Trend: Der Verkauf von Alkohol ist seit 1989 durchweg nur an Personen über 21 Jahre gestattet. Noch in den 1970er Jahren hatte etwa die Hälfte aller Staaten die Herabsetzung auf ein Mindestalter von meist 18 Jahren in Erwägung gezogen. Dieses Alter wurde jedoch angehoben, nachdem Statistiken gezeigt hatten, dass Autofahrer zwischen 18 und 20 Jahren öfter dazu neigten, betrunken zu fahren.

## Ratifizierung
Der 26. Zusatzartikel wurde am 23. März 1971 vom US-Kongress vorgeschlagen und am 1. Juli 1971 ratifiziert:
- Connecticut: 23. März 1971
- Delaware: 23. März 1971
- Minnesota: 23. März 1971
- Tennessee: 23. März 1971
- Washington: 23. März 1971
- Hawaii: 24. März 1971
- Massachusetts: 24. März 1971
- Montana: 29. März 1971
- Arkansas: 30. März 1971
- Idaho: 30. März 1971
- Iowa: 30. März 1971
- Nebraska: 2. April 1971
- New Jersey: 3. April 1971
- Kansas: 7. April 1971
- Michigan: 7. April 1971
- Alaska: 8. April 1971
- Maryland: 8. April 1971
- Indiana: 8. April 1971
- Maine: 9. April 1971
- Vermont: 16. April 1971
- Louisiana: 17. April 1971
- Kalifornien: 19. April 1971
- Colorado: 27. April 1971
- Pennsylvania: 27. April 1971
- Texas: 27. April 1971
- South Carolina: 28. April 1971
- West Virginia: 28. April 1971
- New Hampshire: 13. Mai 1971
- Arizona: 14. Mai 1971
- Rhode Island: 27. Mai 1971
- New York: 2. Juni 1971
- Oregon: 4. Juni 1971
- Missouri: 14. Juni 1971
- Wisconsin: 22. Juni 1971
- Illinois: 29. Juni 1971
- Alabama: 30. Juni 1971
- Ohio: 30. Juni 1971
- North Carolina: 1. Juli 1971
- Oklahoma: 1. Juli 1971
- Virginia: 8. Juli 1971
- Wyoming: 8. Juli 1971
- Georgia: 4. Oktober 1971

Der 26. Zusatzartikel wurde nicht ratifiziert von Florida, Kentucky, Mississippi, Nevada, New Mexico, North Dakota, South Dakota und Utah.